# Congaree
Els congaree (també pronunciat conagree) eren un grup de tribus d'amerindis dels Estats Units que vivien a l'actual centre de Carolina del Sud, al llarg del riu Congaree. Parlaven un dialecte diferent i no intel·ligible pels parlants de llengües siouan, la família lingüística principal de la zona.

## Llengua
Els primers observadors europeus i els acadèmics nord-americans posteriors van pensar que el congaree era probablement de la família de llengües sioux, donada la seva ubicació i característiques geogràfiques de les tribus veïnes. Des de finals del segle xx, els estudiosos estan d'acord en veure àmpliament que el poble no era sioux. La seva llengua era diferent de la llengua sioux, i no intel·ligible per als seus veïns sioux, els Wateree.

## Història
Els congaree vivien als marges dels rius Santee i Congaree, per sobre i per sota de la unió amb el Wateree, al centre de Carolina del Sud. Tenien sota d'aquests la tribu santee i amunt els wateree.
Pel 1693 els congaree, esaw i caçadors d'esclaus Savannah perseguiren els cherokees com a "objectes de la comerç d'esclaus en la mesura que una tribal delegació va ser enviada" al governador Smith a la recerca de protecció, i afirmant que s'havien venut cherokees al mercat d'esclaus de Charles Town.
En 1698 els congaree van perdre "la major part dels membres de la tribu per la verola."
L'explorador John Lawson els va trobar en 1701, pel que sembla, al marge oriental del riu sota de la confluència del Wateree; però en un mapa de 1715 s'indica el seu poble al marge sud del Congaree i molt per sobre, potser sobre Big Beaver Creek, o aproximadament davant del lloc de Columbia, en el límit oriental del comtat de Lexington. Lawson descriu el seu llogaret en 1701 com un conjunt de només una dotzena de cases, i prop d'un petit rierol que desembocava al riu Santee. Eren llavors una tribu petita, i havien perdut la major part dels feus tribals, però sobretot per la verola, que havia despoblat pobles sencers.
Durant la Guerra Tuscarora de 1711 els congaree lluitaren amb el colonialista anglès John Barnwell. A començaments de 1715 John Barnwell va fear un cens, en el que identificava els congaree vivint en una vila, amb una població total de 22 homes i 70 dones i nens.
Durant la Guerra Yamasee de 1715 els congaree s'uniren a altres tribus per lluitar contra la colònia de Carolina del Sud. Gairebé la meitat van morir o foren esclavitzats pels colons i pels cherokees; alguns foren venuts com a esclaus i enviats a les Índies Occidentals.
Els congaree, com llurs veïns, van prendre part en la Guerra Yamasi de 1715, i com a resultat quedaren tan reduïts que es van veure obligats a desplaçar-se del seu país i unir-se als catawbes, amb els que encara vivien en 1743.
En 1718 es va establir Fort Congaree vora la vila congaree, vora l'actual Columbia, i es va convertir en una estació comercial important.
En les dècades següents els supervivents congaree es van unir al grup més gran dels catawbes. Dins la federació catawba vivien diferents tribus en les seves pròpies aldees. La tribu congaree va mantenir la seva distinció fins a finals del segle xviii, però actualment s'ha extingit com a grup identificable.
Mooney va descriure els congaree com: "una gent amable, bonica i ben feta, les dones són especialment boniques en comparació amb les d'altres tribus".
Keyauwee Jack, un congaree per naixement, esdevingué cap dels Keyauwee per matrimoni.

## Llegat
El Parc Nacional Congaree i el riu Congaree reben el nom per la tribu. Alguns membres dels actuals Catawbes i altres tribus de les Carolines són igualment descendents genètics dels Congaree.